# Steve Lundquist
Pour les articles homonymes, voir Lundquist.
Steve Lundquist, né le 20 février 1961 à Atlanta en Géorgie, est un ancien nageur américain, membre de l'équipe des États-Unis lors du boycott des Jeux olympiques en 1980. 
Il a remporté deux médailles d'or lors des Jeux olympiques de 1984, en 100 m brasse et lors du relais 4 × 100 m 4 nages (avec Rick Carey, Pablo Morales et Rowdy Gaines). 
Il a aussi remporté deux titres lors des championnats du monde en 1982 (100 m brasse et relais 4 × 100 m 4 nages).